# Тасманци
Тасманци или тасманијски староседеоци је назив за потомке домородаца Тасманије.
Историчари 20. века су сматрали да су Тасманци изумрли са смрћу Труганини године 1876, али се у последње време то оспорава.
Данашњи Тасманци, односно потомци древних Тасманаца који су се мешали с белим досељеницима, и којих, према неким проценама, има око 10.000, тврде да потичу од две групе.
Тасманци су се у Тасманију из Аустралије доселили пре 40.000 година. Пре 10.000 година је с крајем леденог доба нестао копнени мост између Аустралије и Тасманије, па су Тасманци остали изоловани од остатка света све до доласка Европљана у 19. веку.
Тасманци су били организовани у девет главних племена од по 40-50 људи.
Након доласка Европљана, у периоду од 1802. између 1833. године је популација Тасманаца, што због оружаних сукоба, што због болести, од 8.000 људи сведена на 300. Преживели су насилно депортовани на острво Флиндерс одакле је на Тасманију године 1847. враћено само њих 60, од којих је већина умрла до 1870-их.
Нестанак пунокрвних Тасманаца је извор научних контроверзи, а многи су га чак називали једним од првих документираних случајева геноцида. Британски писац Херберт Џорџ Велс је управо у том догађају пронашао инспирацију за свој роман Рат светова.